# Edward Smouha
Edward Smouha (Edward Ralph „Teddy“ Smouha; * 17. Dezember 1909 in Chorlton-cum-Hardy, Manchester; † 1. April 1992 in Genf, Schweiz) war ein britischer Sprinter.
Bei den Olympischen Spielen 1928 gewann er in der 4-mal-100-Meter-Staffel mit der britischen Mannschaft, in der Besetzung Cyril Gill, Smouha, Walter Rangeley und Jack London, die Bronzemedaille hinter den Stafetten aus den Vereinigten Staaten und Deutschland.
Edward Smouha studierte an der University of Cambridge und wurde 1930 als Barrister zugelassen. Sein Vater Joseph Smouha war ein jüdischer Geschäftsmann, der aus dem Irak stammte. Im Zweiten Weltkrieg war Edward Smouha Wing Commander in der Royal Air Force. In den 1970er Jahren wurde er mit dem Order of the British Empire ausgezeichnet.